# Nuoto ai Giochi della XVII Olimpiade
Le gare di nuoto ai Giochi della XVII Olimpiade vennero disputate dal 26 agosto al 3 settembre 1960 allo stadio Olimpico del Nuoto a Roma. 
Rispetto a Melbourne 1956 venne introdotta la gara della staffetta 4x100 mista per entrambi i sessi per un totale complessivo di 8 gare maschili e 7 gare femminili.

## Podi

### Maschili
| Evento                           | Oro                                                                 | Perform. | Argento                                                               | Perform. | Bronzo                                                                | Perform. |
| Stile libero                     |                                                                     |          |                                                                       |          |                                                                       |          |
| 100 metri (dettagli)             | John Devitt                                                         | 55"2     | Lance Larson                                                          | 55"2     | Manuel dos Santos                                                     | 55"4     |
| 400 metri (dettagli)             | Murray Rose                                                         | 4'13"8   | Tsuyoshi Yamanaka                                                     | 4'21"4   | John Konrads                                                          | 4'21"8   |
| 1500 metri (dettagli)            | John Konrads                                                        | 17'19"2  | Murray Rose                                                           | 17'21"7  | George Breen                                                          | 17'30"6  |
| Staffetta 4x200 metri (dettagli) | Stati Uniti George Harrison Richard Blick Michael Troy Jeff Farrell | 8'10"2   | Giappone Makoto Fukui Hiroshi Ishii Tsuyoshi Yamanaka Tatsuo Fujimoto | 8'13"3   | Australia David Dickson John Devitt Murray Rose John Konrads          | 8'13"8   |
| Dorso                            |                                                                     |          |                                                                       |          |                                                                       |          |
| 100 metri (dettagli)             | David Theile                                                        | 1'01"9   | Frank McKinney                                                        | 1'02"1   | Robert Bennett                                                        | 1'02"3   |
| Rana                             |                                                                     |          |                                                                       |          |                                                                       |          |
| 200 metri (dettagli)             | Bill Mulliken                                                       | 2'37"4   | Yoshihiko Ōsaki                                                       | 2'38"0   | Wieger Mensonides                                                     | 2'39"7   |
| Farfalla                         |                                                                     |          |                                                                       |          |                                                                       |          |
| 200 metri (dettagli)             | Mike Troy                                                           | 2'12"8   | Neville Hayes                                                         | 2'14"6   | Dave Gillanders                                                       | 2'15"3   |
| Misti                            |                                                                     |          |                                                                       |          |                                                                       |          |
| Staffetta 4x100 metri (dettagli) | Stati Uniti Frank McKinney Paul Hait Lance Larson Jeff Farrell      | 4'05"4   | Australia David Theile Terry Gathercole Neville Hayes Geoff Shipton   | 4'12"0   | Giappone Makoto Fukui Hiroshi Ishii Tsuyoshi Yamanaka Tatsuo Fujimoto | 4'12"2   |

### Femminili
| Evento                           | Oro                                                                   | Perform. | Argento                                                          | Perform. | Bronzo                                                                                | Perform. |
| Stile libero                     |                                                                       |          |                                                                  |          |                                                                                       |          |
| 100 metri (dettagli)             | Dawn Fraser                                                           | 1'01"2   | Chris von Saltza                                                 | 1'02"8   | Natalie Steward                                                                       | 1'03"1   |
| 400 metri (dettagli)             | Chris von Saltza                                                      | 4'50"6   | Jane Cederqvist                                                  | 4'53"9   | Tineke Lagerberg                                                                      | 4'56"9   |
| Staffetta 4x100 metri (dettagli) | Stati Uniti Joan Spillane Shirley Stobs Carolyn Wood Chris von Saltza | 4'09"8   | Australia Dawn Fraser Ilsa Konrads Lorraine Crapp Alva Colquhuon | 4'11"3   | Squadra Unificata Tedesca Christel Steffin Heidi Pechstein Gisela Weiß Ursula Brunner | 4'19"7   |
| Dorso                            |                                                                       |          |                                                                  |          |                                                                                       |          |
| 100 metri (dettagli)             | Lynn Burke                                                            | 1'09"3   | Natalie Steward                                                  | 1'10"8   | Satoko Tanaka                                                                         | 1'11"4   |
| Rana                             |                                                                       |          |                                                                  |          |                                                                                       |          |
| 200 metri (dettagli)             | Anita Lonsbrough                                                      | 2'49"5   | Wiltrud Urselmann                                                | 2'50"0   | Barbara Göbel                                                                         | 2'53"6   |
| Farfalla                         |                                                                       |          |                                                                  |          |                                                                                       |          |
| 100 metri (dettagli)             | Carolyn Schuler                                                       | 1'09"5   | Marianne Heemskerk                                               | 1'10"4   | Jan Andrew                                                                            | 1'12"2   |
| Misti                            |                                                                       |          |                                                                  |          |                                                                                       |          |
| Staffetta 4x100 metri (dettagli) | Stati Uniti Lynn Burke Patty Kempner Carolyn Schuler Chris von Saltza | 4'41"1   | Australia Marilyn Wilson Rosemary Lassig Jan Andrew Dawn Fraser  | 4'45"9   | Squadra Unificata Tedesca Ingrid Schmidt Ursula Küper Bärbel Fuhrmann Ursula Brunner  | 4'47"6   |

## Medagliere
| Posizione | Paese                     |    |    |    | Totale |
| --------- | ------------------------- | -- | -- | -- | ------ |
| 1         | Stati Uniti               | 9  | 3  | 3  | 15     |
| 2         | Australia                 | 5  | 5  | 3  | 13     |
| 3         | Gran Bretagna             | 1  | 1  | 1  | 3      |
| 3         | Giappone                  | 0  | 3  | 2  | 5      |
| 3         | Squadra Unificata Tedesca | 0  | 1  | 3  | 4      |
| 6         | Paesi Bassi               | 0  | 1  | 2  | 3      |
| 7         | Svezia                    | 0  | 1  | 0  | 1      |
| 8         | Brasile                   | 0  | 0  | 1  | 1      |
| Totale    | Totale                    | 15 | 15 | 15 | 45     |